# ماثيو دوغلاس
ماثيو دوغلاس (بالإنجليزية: Matthew Douglas) هو منافس ألعاب قوى بريطاني، ولد في 26 نوفمبر 1976.

## وصلات خارجية
- ماثيو دوغلاس على موقع الاتحاد الدولي لألعاب القوى (الإنجليزية)
- ماثيو دوغلاس على موقع أوليمبيديا (الإنجليزية)
- ماثيو دوغلاس على موقع اللجنة الأولمبية البريطانية (الإنجليزية)
- ماثيو دوغلاس على موقع اتحاد ألعاب الكومنولث (مؤرشف) (الإنجليزية)
- ماثيو دوغلاس على موقع اتحاد ألعاب الكومنولث (مؤرشف) (الإنجليزية)
- ماثيو دوغلاس على موقع دورة ألعاب الكومنولث 2006 (مؤرشف) (الإنجليزية)